# Francesc Casadesús Calvó
Francesc Casadesús Calvo (Vic, 1964) es un gestor cultural español. 

## Biografía
Licenciado en psicopedagogía y máster en gestión cultural por la Universidad de Barcelona. Sus primeros pasos en las artes escénicas fueron como actor y bailarín, trabajando con grupos como Sèmola Teatre, Zotal, Esteve Grasset o Iago Pericot. Posteriormente, trabajó como productor en diversos espectáculos, fue gerente del Institut de Cultura de Vic y director de comunicación del MACBA. Desde 2005 a 2016 es el director del Consorcio Mercat de les Flors / Centro de las Artes de Movimiento de Barcelona. Fue impulsor y fue presidente de EDN, red europea de Casas de Danza y líder de diversos proyectos europeos como Moduldance. Desde 2017 hasta 2024 dirige el GREC Festival de Barcelona.

## Reconocimientos
- 2008. Premi Nacional de Cultura de la Generalidad de Cataluña en el apartado de danza.[3]
- 2014. Insignia de Chevalier des Arts et des Lettres, otorgada por el Ministerio de Cultura de Francia.[4][5]
- 2015. Medalla de Oro al mérito en las Bellas Artes, otorgada por el Ministerio de Cultura de España.[6][7]